# Russula albolutescens
Russula albolutescens är en svampart som beskrevs av McNabb 1973. Russula albolutescens ingår i släktet kremlor och familjen kremlor och riskor.   Inga underarter finns listade i Catalogue of Life.
Denna svamp förekommer i Nya Zeeland på Nordön samt i norra delen på Sydön. Den hittas tillsammans med myrtenväxter. Mellan dessa organismer sker symbiosen ektomykorrhiza.
I regionen dör flera kauriträd (Agathis australis) på grund av sjukdomar. Så försämras situationen för svampen. Några exemplar skadas av vandrare. IUCN listar arten som nära hotad (NT).